# Талицы (усадьба)
Талицы (также известна как усадьба Аигина) — усадьба, расположенная в деревне Талицы Пушкинского городского округа Московской области.
Со второй половины XIX столетия усадьбой владели промышленники Аигины. В период с 1911 по 1914 год усадьба принадлежала В. П. Аигину. С 1914 по 1985 год комплексы усадьбы находился в пользовании Талицкой восьмилетней школы; в этот период на территории был построен жилой дом для учителей.
В 1991 году работало предприятие Музей-усадьба «Талицы». С 1996 года имение передано в государственную собственность. С 1996 по 2002 год здание временно принадлежало Софринскому заводу церковной утвари (художественно-производственное предприятие РПЦ «Софрино»). С 2002 года усадьба является памятником истории и культуры, значимым для Московской области.
Приблизительно с 2002 по 2006 год в усадьбе находилась мастерская известного скульптора Вячеслава Михайловича Клыкова.

## История
Строительство участка началось в 1880-х годах. Первоначально был построен двухэтажный главный дом с подвалом, одноэтажным флигелем, надвратной аркой, хозяйственными постройками, конным двором, кузницей, печью, посажен липовый парк из 150 деревьев, устроен пруд. Территория усадьбы составляла около 8 га.
В 1890—1910 годах был надстроен второй этаж флигеля из дерева, были устроены две каменные лестницы — парадная и служебная. Шла перепланировка корпусов первого этажа флигеля. Менялись и помещения главного дома — появился новый парадный вход с парадной лестницей и отделкой полов входной части мозаикой в технике террацио. Со стороны реки появилась одноэтажная пристройка с цокольным этажом, которая впоследствии станет переходом от главного дома к конюшням. В таком виде усадьба просуществовала до 1914 года, когда её покинули последние потомки рода Айгиных.
С 1914 по 1985 год в здании, где располагались главный дом и конюшни, находилась Талицкая восьмилетняя школа. В результате произошла частичная перепланировка. В главном доме был открыт проём с лестничной площадки второго этажа в помещение, примыкающее к лестнице, выходящее окнами на главный фасад. Частично было изменено заполнение дверных и оконных проёмов. К западному фасаду были пристроены гараж и санузел. Проводено электричество. Частично произведён ремонт: оштукатурены и покрашены стены и потолки. Утрачены потолочные росписи и фрагменты потолочного декора. Паркетные полы главного дома заменили деревянными. На южном фасаде сохранилась заполненная дверь, ведущая на веранду, а сама веранда исчезла. Над проходной аркой, соединяющей главный дом и флигель, возводится деревянная комната, приспособленная под кабинет директора. На главном фасаде флигеля вместо крыльца был устроен деревянный тамбур. Утрачены бараки на крыльце как главного дома, так и флигеля. На южном фасаде флигеля сохранились дверной проём и лестница, ведущая во двор.
Для улучшения теплоизоляции помещений в конструкции конюшен были увеличены оконные проёмы и изменено заполнение дверных и оконных проёмов. Были заложены ворота со стороны северного фасада и дверные проёмы со стороны южного фасада. Был частично произведён ремонт: оштукатурены и покрашены стены и потолки. В этот период на земле строилось ныне утраченный жилой дом для учителей.
С 1991 по 1996 год в усадьбе действовал Музей-усадьба «Талицы». За это время производится замена кровли основного дома и флигеля. Утрачены исторические кирпичные столбы на крыше главного дома. Заменены лестничные ограждения и поручни на лестницах главного корпуса и флигеля. Произведена частичная замена брёвен флигеля. Историческое дверное заполнение входных дверей утрачено. Снесена деревянная надстройка между главным домом и флигелем. Камин в парадной на втором этаже главного дома также утрачен. Установлен дверной проём, выходящий на веранду со стороны южного фасада главного дома. Изменены форма и размеры оконного проёма на чердаке конюшен, утрачено оконное заполнение. В 1996 году решением Арбитражного суда Московской области имущество было исключено из ведения "Музея-усадьбы «Талицы» и передана в государственную собственность.
С 1996 по 2002 год здание временно принадлежало Софринскому заводу церковной утвари (художественно-производственное предприятие РПЦ «Софрино»). С 2002 по 2006 год в здании находилась мастерская известного скульптора, лауреата Государственной премии СССР, общественного деятеля Вячеслава Михайловича Клыкова. Внутри усадьбы и на её территории сохранились многочисленные работы скульптора.
В 2013 году объект был приобретён ЗАО "Торговый центр «Мегга Парк» в рамках программы губернатора Московской области Андрея Воробьёва «Наше Подмосковье» и проекта «Усадьбы Подмосковья» на правах льготной аренды с обязательством по реставрации. Задание на реставрацию и разрешение на осмотр данного объекта выдано Министерством культуры Московской области были выданы 19 декабря 2013 года, разрешение на проведение первоочередных противоаварийных мероприятий — 27 января 2014 года, разрешение на проведение реставрационных работ — 11 апреля 2014 года.

## Описание
На сегодняшний день от обширного комплекса усадьбы сохранились главный дом, флигель, конюшни и часть регулярного парка. В советское время было утрачено большое количество хозяйственных построек, конный двор, парадный двор, кузница, часть регулярного парка.
Территория усадьбы обнесена металлическим забором, который, скорее всего, появился, когда здесь располагалась Талицкая восьмилетняя школа. В настоящее время сохранилась только левая часть парка (частично).
Главный дом общей площадью 1092,8 м² прямоугольной формы, двухэтажный с подвалом, соединённый воротами с флигелем. Перекрытие подвала выполнено из кирпичных цилиндрических сводов с распалубками. Объём дома дополняет вальмовая крыша с металлическим покрытием. В интерьере сохранились гипсовые потолочные украшения, инкрустированные филёнчатые двери, угловые печи; мозаичные и паркетные полы (частично).
Флигель общей площадью 566,6 м² имеет 2 этажа без подвалов. Первый этаж — кирпичный, второй — деревянный. Перекрытия — плоские на деревянных балках. Крыша была разбита с металлическим покрытием.
Хозяйственные постройки включают кирпичный конный и скотный дворы, каретный сарай и другие службы. Липовый парк расположен к востоку от особняка и замыкает его со стороны Ярославского шоссе. Планировочная структура парка сохранилась в виде квадратной площадки, обсаженной липами по периметру. Сохранился и небольшой пруд.

### Комментарии
1. ↑  В результате полевых работ в помещении над главным входом был обнаружен мозаичный пол, что подтверждает назначение этого помещения в качестве чайной комнаты.